# Ortstafel
Der Begriff Ortstafel (umgangssprachlich Ortsschild) bezeichnet ein Schild, das sich am Beginn oder am Ende einer Ortschaft befindet und den Ortsnamen angibt. Ortstafeln zählen zur wegweisenden Beschilderung, da sie dem Verkehrsteilnehmer als Orientierungshilfe dienen. In vielen Ländern ist die Ortstafel jedoch auch ein Verkehrszeichen mit entsprechender straßenverkehrsrechtlicher Bedeutung. So beginnen beispielsweise innerörtliche Geschwindigkeitsbeschränkungen im Regelfall an der dem Ortsinneren abgewandten Vorderseite der Ortstafel und enden an der dem Ortsinneren zugewandten Rückseite der Tafel.

## Bezeichnung
In den deutschsprachigen Ländern wurden die seit dem 19. Jahrhundert zunächst meist in den Ortszentren aufgestellten Schilder, die unter anderem den Ortsnamen wiedergaben, als „Ortstafeln“ bezeichnet. Dieser Name hat sich bis heute in den Straßenverkehrs-Ordnungen erhalten.

## Geschichtliche Entwicklung

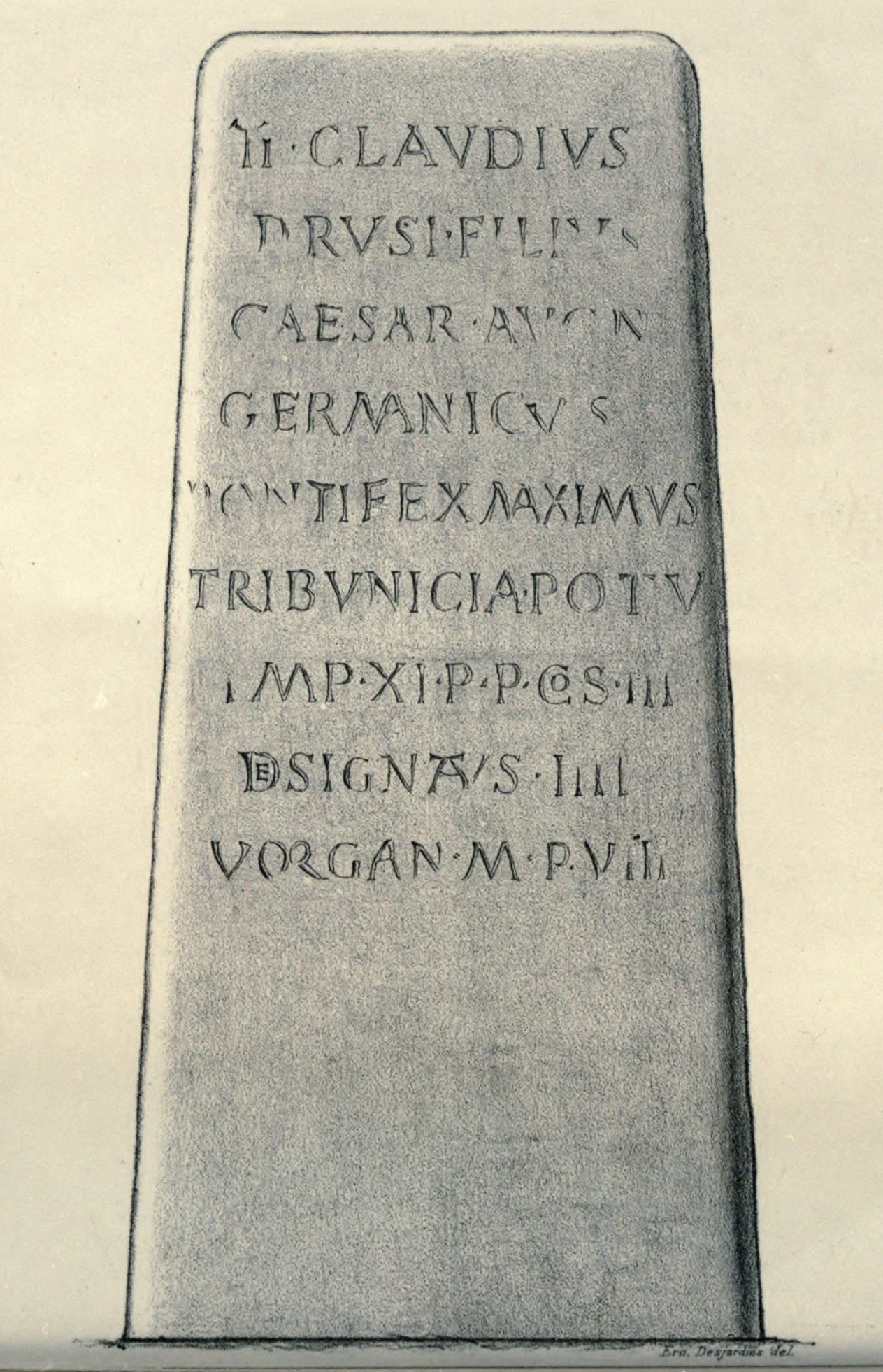
Römischer Meilenstein mit Entfernungsangabe bis zur Provinzhauptstadt Vorgium (heute Carhaix-Plouguer)

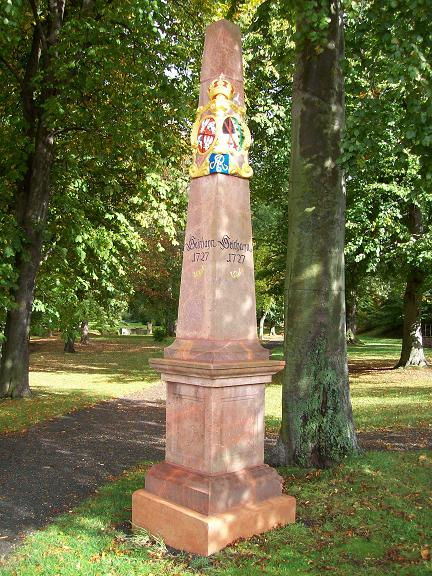
Stadtname an einer Postdistanzsäule von 1727 im Kurfürstentum Sachsen; hier vor dem Unteren Stadttor in Geithain

Ortstafeln sind heute in nahezu allen Teilen der Welt anzutreffen und gelten dementsprechend als alltäglich. Die gegenwärtige Erscheinungsform entspricht überwiegend den Anforderungen des motorisierten Verkehrs und ist etwa seit den 1930er Jahren gebräuchlich. In der Zeit davor hat die Ortstafel verschiedene Entwicklungsschritte durchlaufen, wobei sich ein exakter Entstehungszeitpunkt nicht ausmachen lässt. Auffällig ist jedoch, dass die Geschichte der Ortstafel eng verbunden ist mit der Geschichte von Wegweisern und Distanzsteinen. Erhalten gebliebene römische Meilensteine belegen, dass bereits im antiken Europa die Namen von wirtschaftlich oder militärisch bedeutenden Städten auf den Distanzsteinen entlang der römischen Straßen angeschrieben waren. Den reisenden Kampfverbänden, Verwaltungsbeamten und Kaufleuten fiel es damit leichter die Orientierung zu behalten und sie kannten damit zumindest den Namen der nahe gelegenen Provinzhauptstadt.
Nach dem Niedergang des römischen Reiches kam es in den folgenden Jahrhunderten zu keiner wesentlichen Änderung bzw. Weiterentwicklung dieses Systems. Mangelnder Unterhalt führte sogar dazu, dass eine Vielzahl von römischen Distanzsteinen über die Jahre verloren ging und mit ihnen auch die gekennzeichneten Ortsnamen. Es ist jedoch anzunehmen, dass bedeutende Orte in dieser Zeit weiterhin ihren Namen nach außen hin erkennbar machten. Entweder unterhielten sie die bestehenden Distanzsteine oder sie errichteten als Ersatz wenig dauerhafte Holztafeln. Eine systematische und flächendeckende Kennzeichnung der Ortsnamen fand jedoch nicht statt. Für neuen Aufschwung bei der Kennzeichnung von Ortsnamen sorgte erst wieder das aufstrebende Postwesen im 18. Jahrhundert. So wurden beispielsweise im Kurfürstentum Sachsen nach staatlichen Vorgaben von 1721 vor den Stadttoren und später alternativ auf dem Marktplatz oder sonstigem Verkehrsknotenpunkt der Stadt Postdistanzsäulen mit Entfernungsangaben aufgestellt, die auch den jeweiligen Ortsnamen nannten. Das trifft auch auf die nachfolgenden Königlich-sächsischen Meilensteine, in Form der Stationssteine am Beginn und Ende der Postkurse in der Zeit von 1859 bis 1866 zu. Nach der Verordnung der Sächsischen Landesregierung, die Errichtung von Wegweisern und Ortstafeln betreffend, vom 29. Januar 1820, welche bis 1934 gültig war, wurden zudem in Sachsen Wegweisersäulen und Ortstafeln durch die Kommunen, zuerst in Holz und später auch aus heimischem Werkstein, errichtet.
Ende des 19. Jahrhunderts folgten an den öffentlichen Wegen und Straßen die Flur- bzw. Gemarkungssteine (ohne Grenzkreuz, also keine Grenzsteine) an den Grenzen von Kommune, Rittergut und Staatsforstrevier bzw. Straßenbauverwaltung, auch zur Kennzeichnung der Zuständigkeit für die Wege- und Straßenunterhaltung. Vorher gab es zumindest in den sächsischen Städten Dresden, Freiberg und Leipzig so genannte Stadtgrenz- bzw. Weichbildsäulen bzw. -steine aus dem 16. bis 18. Jahrhundert, die teilweise heute noch erhalten sind.

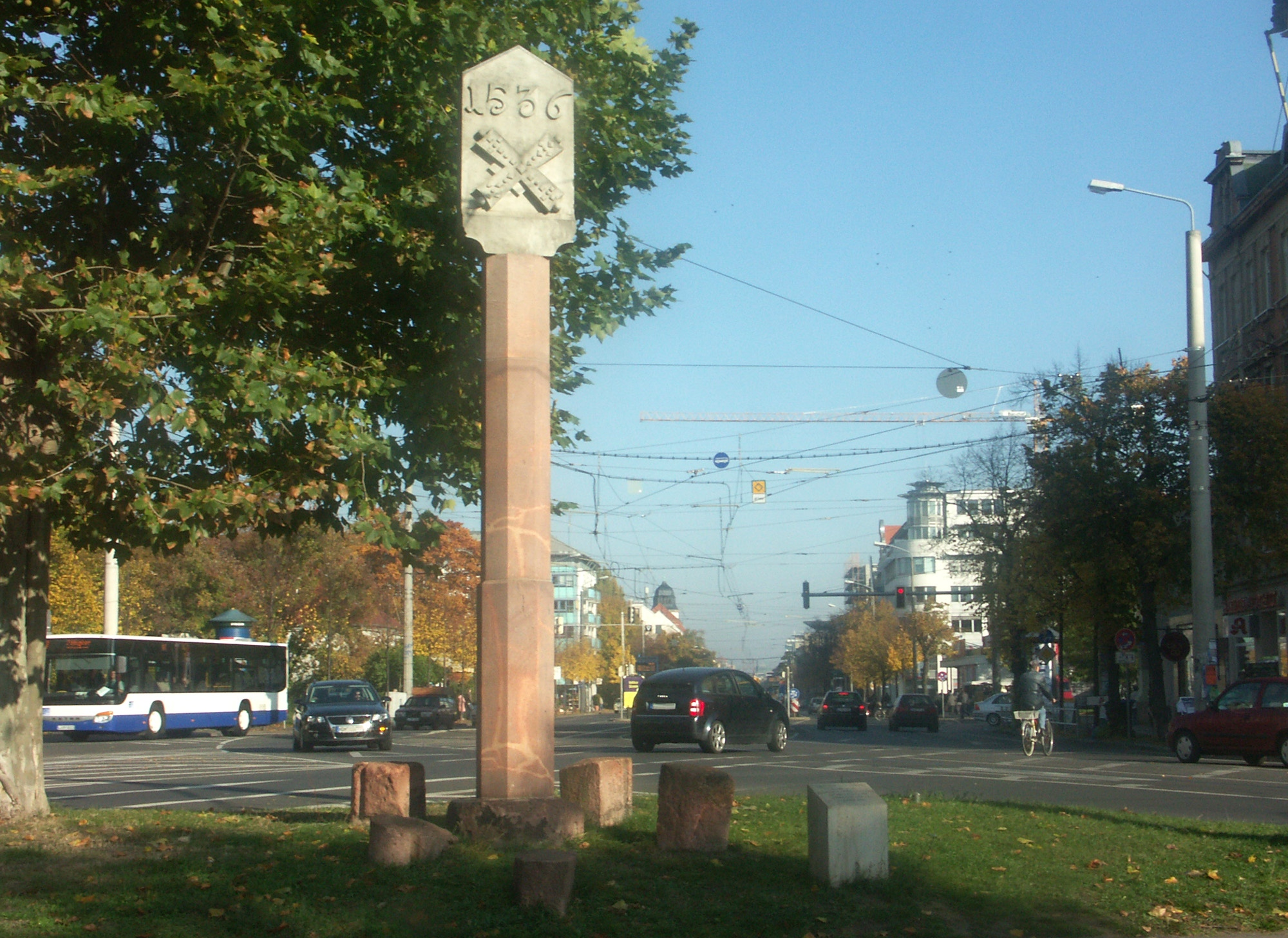
Weichbildzeichen Connewitzer Kreuz von 1536 in Leipzig (Kopie 1994, Original im Stadtmuseum)
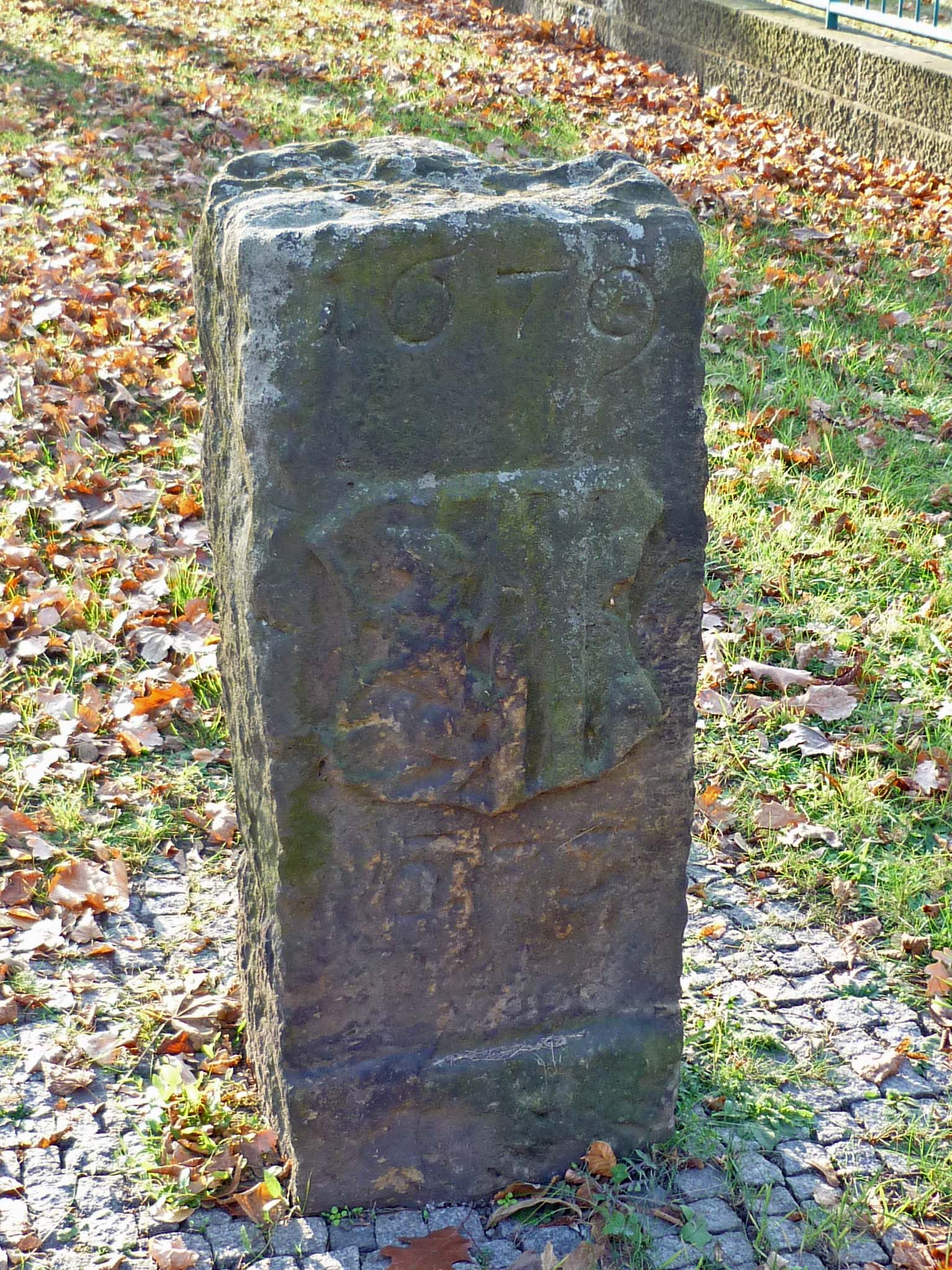
Weichbildstein von 1679 an der Chemnitzer Straße in Dresden-Plauen
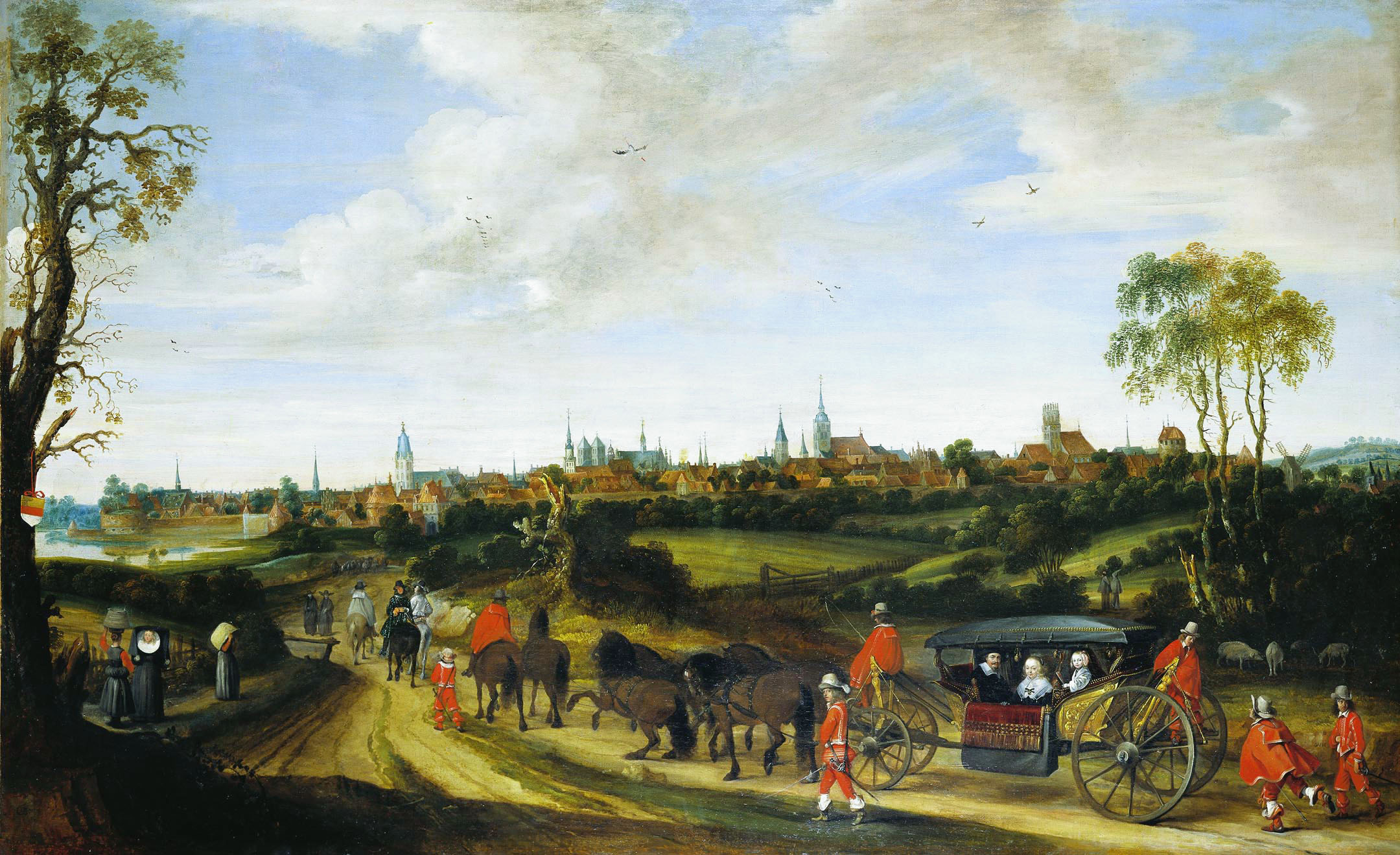
Das Wappen von Münster hängt auf dem 1643 entstandenen Gemälde von Adriaan Pauw wie ein Ortsschild links am Baum
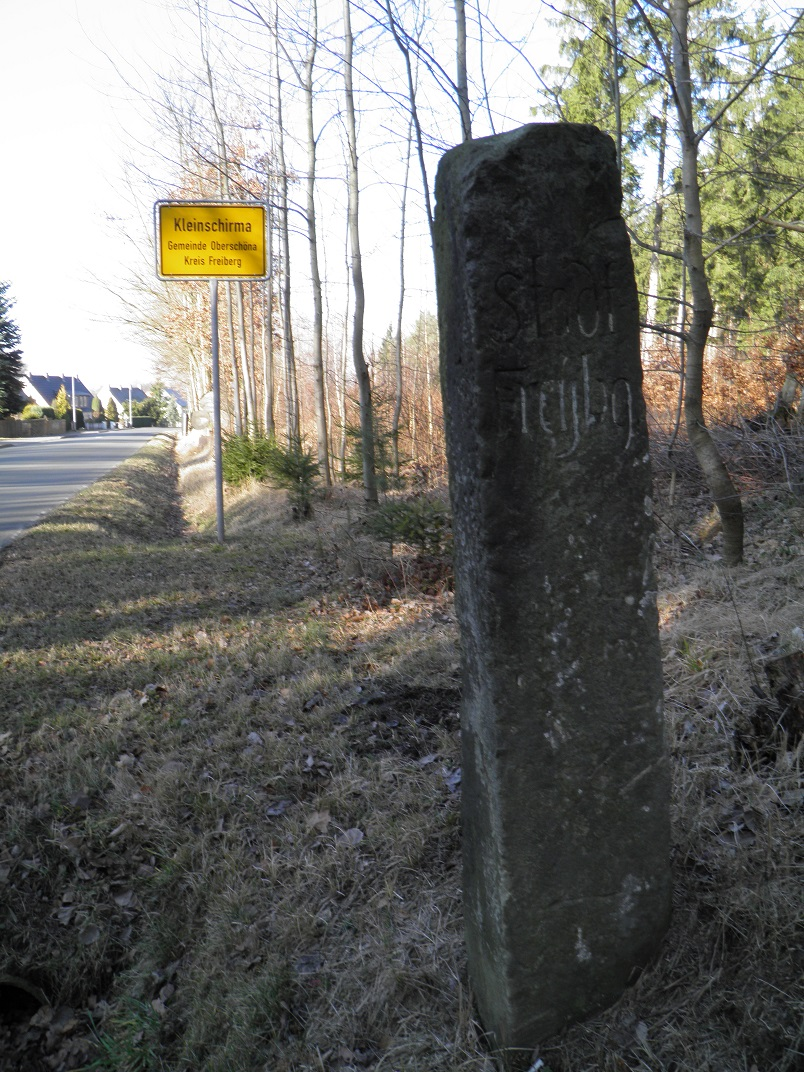
Stadtgrenz- bzw. Weichbildsäule von 1791 und Ortstafel in Freiberg
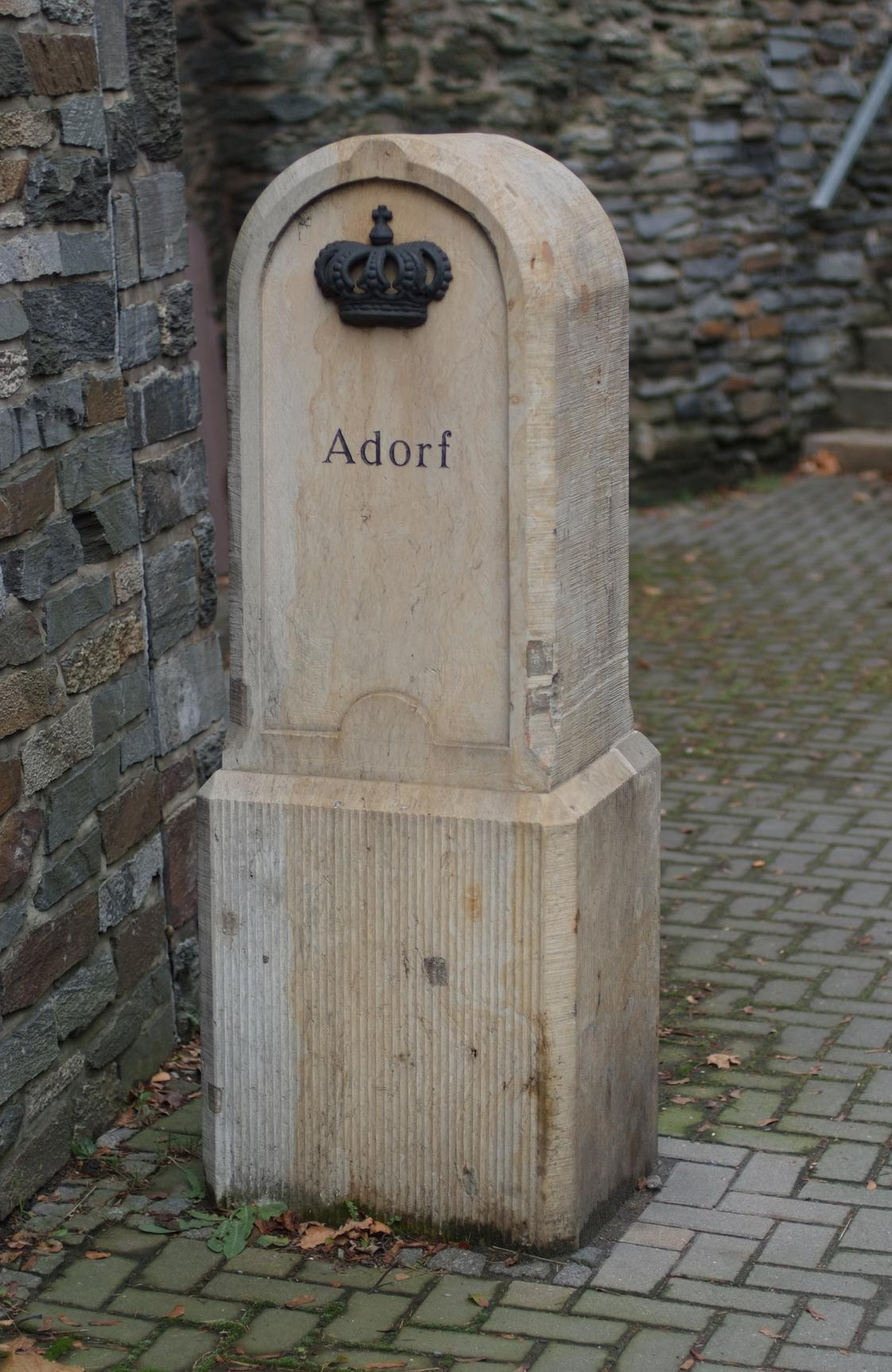
Königlich-sächsischer Stationsstein (um 1860) in Adorf
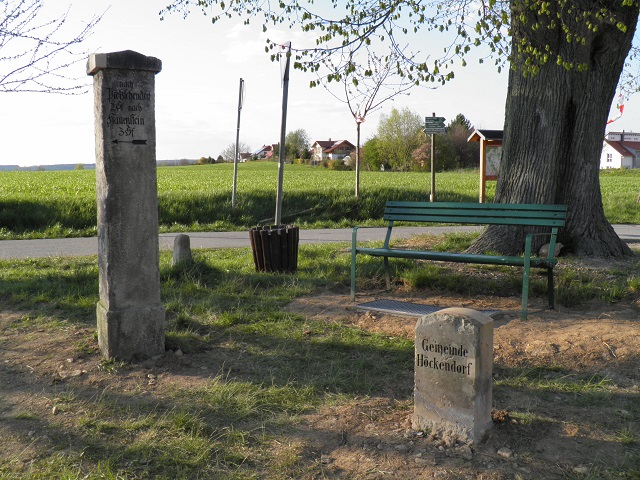
Wegweisersäule und Flurstein (um 1900) in Höckendorf
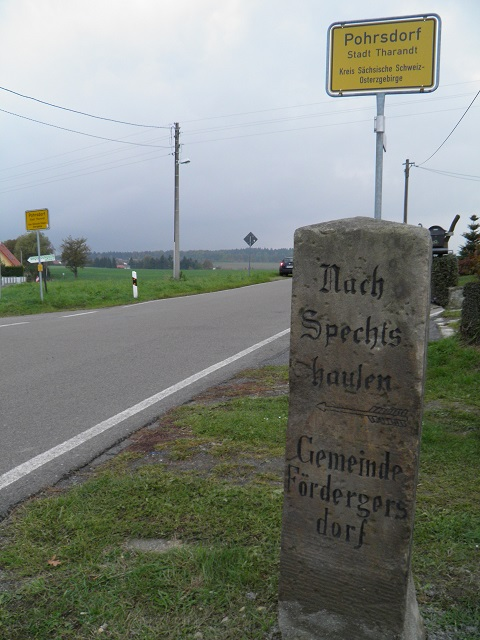
Wegweisersäule mit Ortsangabe (um 1900) und Ortstafel in Fördergersdorf

Ortstafeln im eigentlichen Sinne kamen dann zu Beginn des 19. Jahrhunderts im Königreich Württemberg auf. Diese wurden an einem Stock befestigt im Ortskern aufgestellt und waren zumeist aus Holz. Anfangs dienten diese so genannten Ortsstöcke im Wesentlichen als Orientierungshilfe für Ortsfremde. Mitte des Jahrhunderts erkannten die Verwaltungsbehörden allerdings deren Wert und begannen damit, die Ortstafeln für verwaltungstechnische Zwecke zu nutzen. Die Tafeln (fortan Truppenteiltafel genannt) wurden nach festen Normen aus Gusseisen gefertigt und mit Angaben zu den zugehörigen Verwaltungs- und Militäreinheiten versehen.
Andere deutschsprachige Staaten, wie etwa das Königreich Bayern, Österreich oder das Großherzogtum Mecklenburg, führten zur gleichen Zeit ähnliche Ortstafeln (aus Gusseisen und Holz) ein. In der Regel wurden die Ortstafeln an einem markanten Punkt (Ortskern oder Rathaus) angebracht. Häufig befanden sich dort auch Wegweiser mit Entfernungsangaben zu größeren Ortschaften in der Umgebung. Eine in Österreich übliche Bezeichnung ist „Ortschaftstafel“, solche sind als Relikt noch öfter zu finden. Sie enthielt den Namen der Ortschaft, der Gemeinde, des Gerichtsbezirks, des Politischen Bezirks und in manchen Ländern auch den Namen des jeweiligen Bundeslandes.

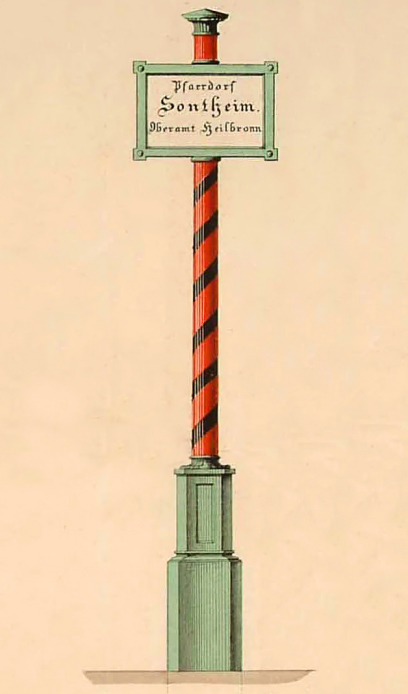
Königreich Württemberg: Entwurf für Ortstafel (um 1863)
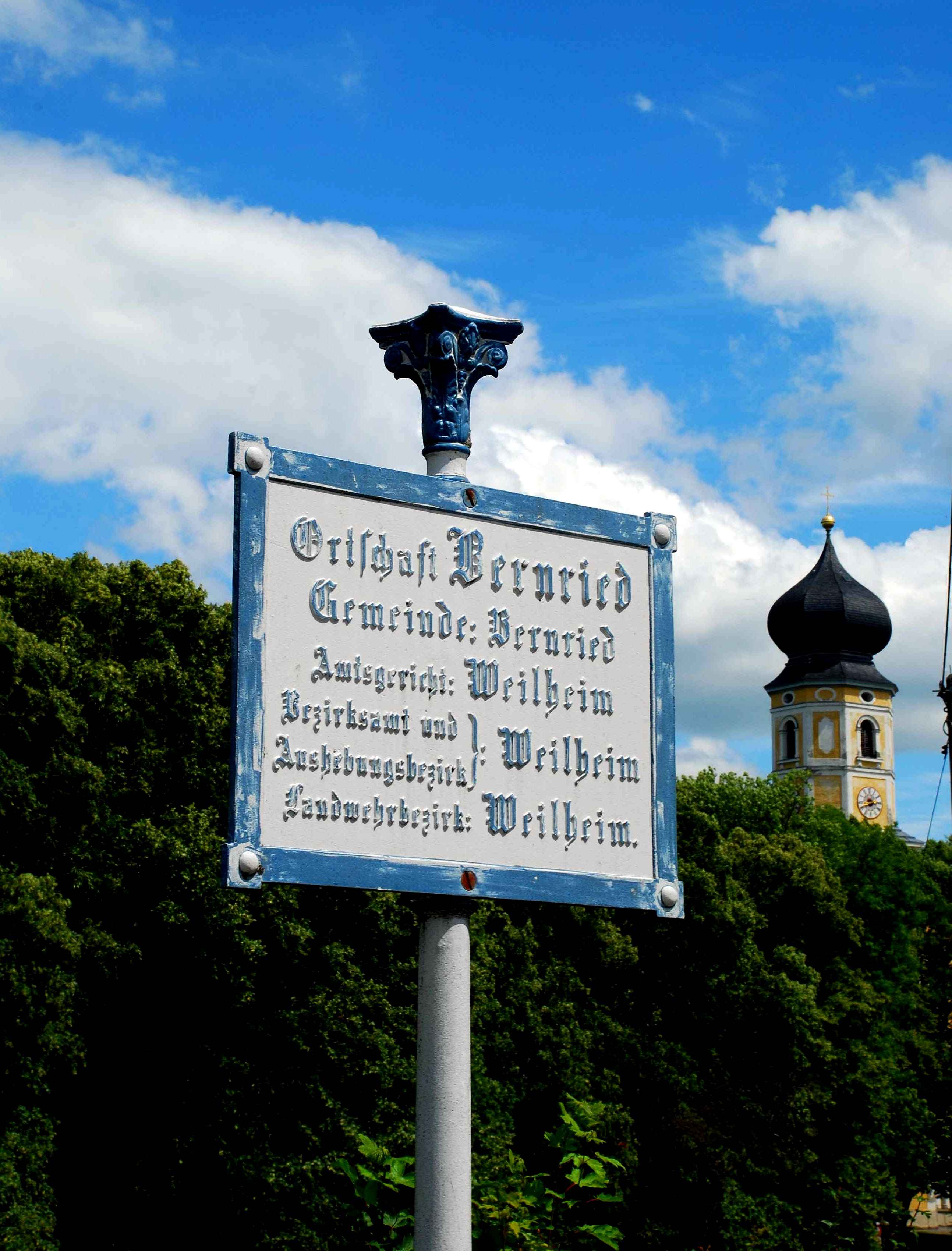
Königreich Bayern: Ortstafel in Bernried (nach 1879)
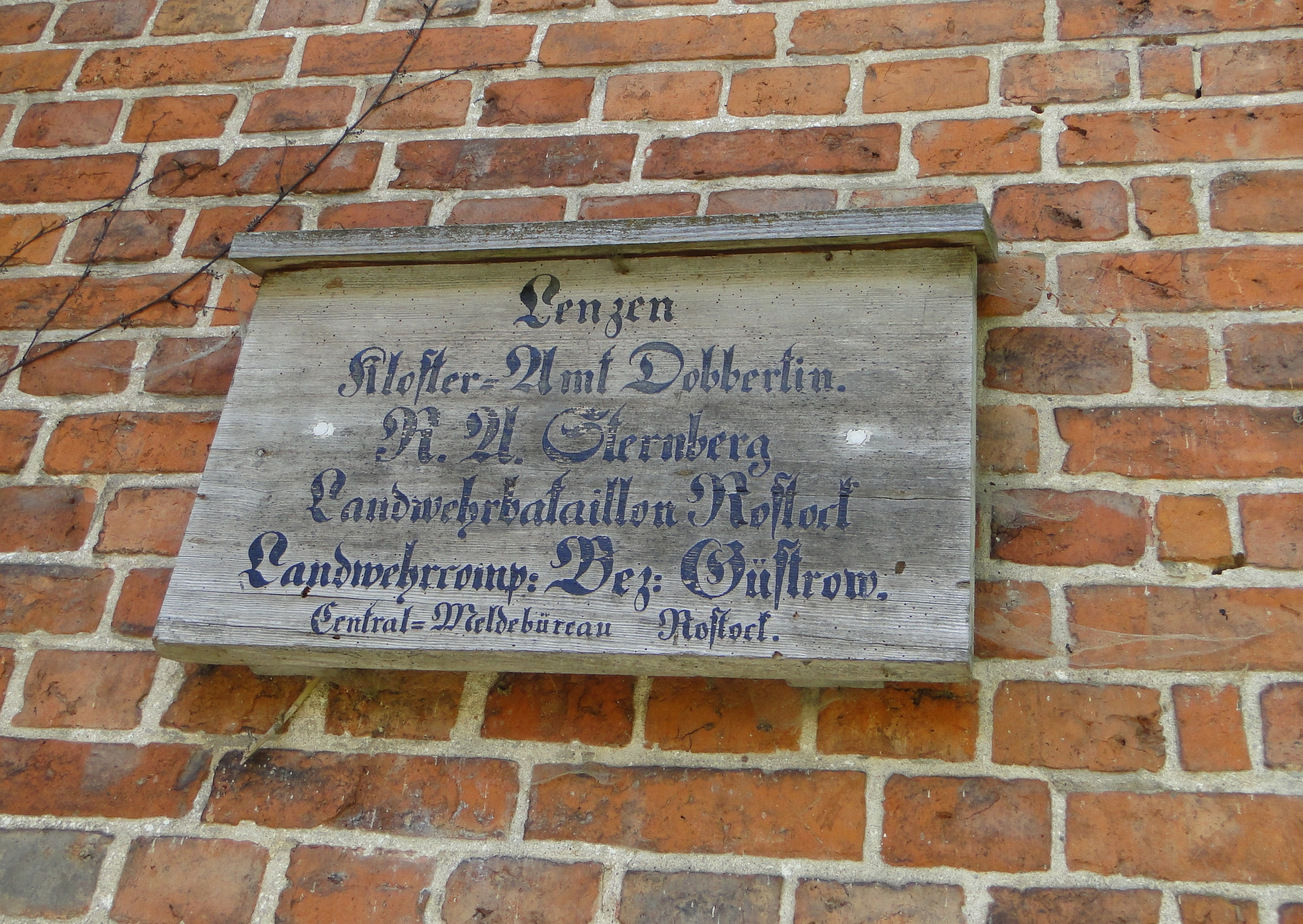
Großherzogtum Mecklenburg: Ortstafel in Lenzen (um 1888)
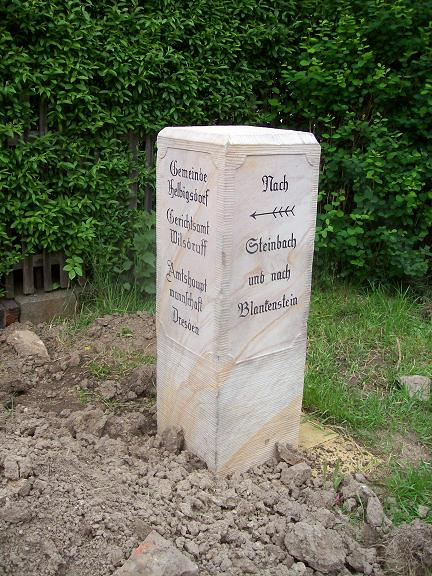
Königreich Sachsen: Wegweisersäule als Ortstafel in Helbigsdorf bei Wilsdruff (um 1900)
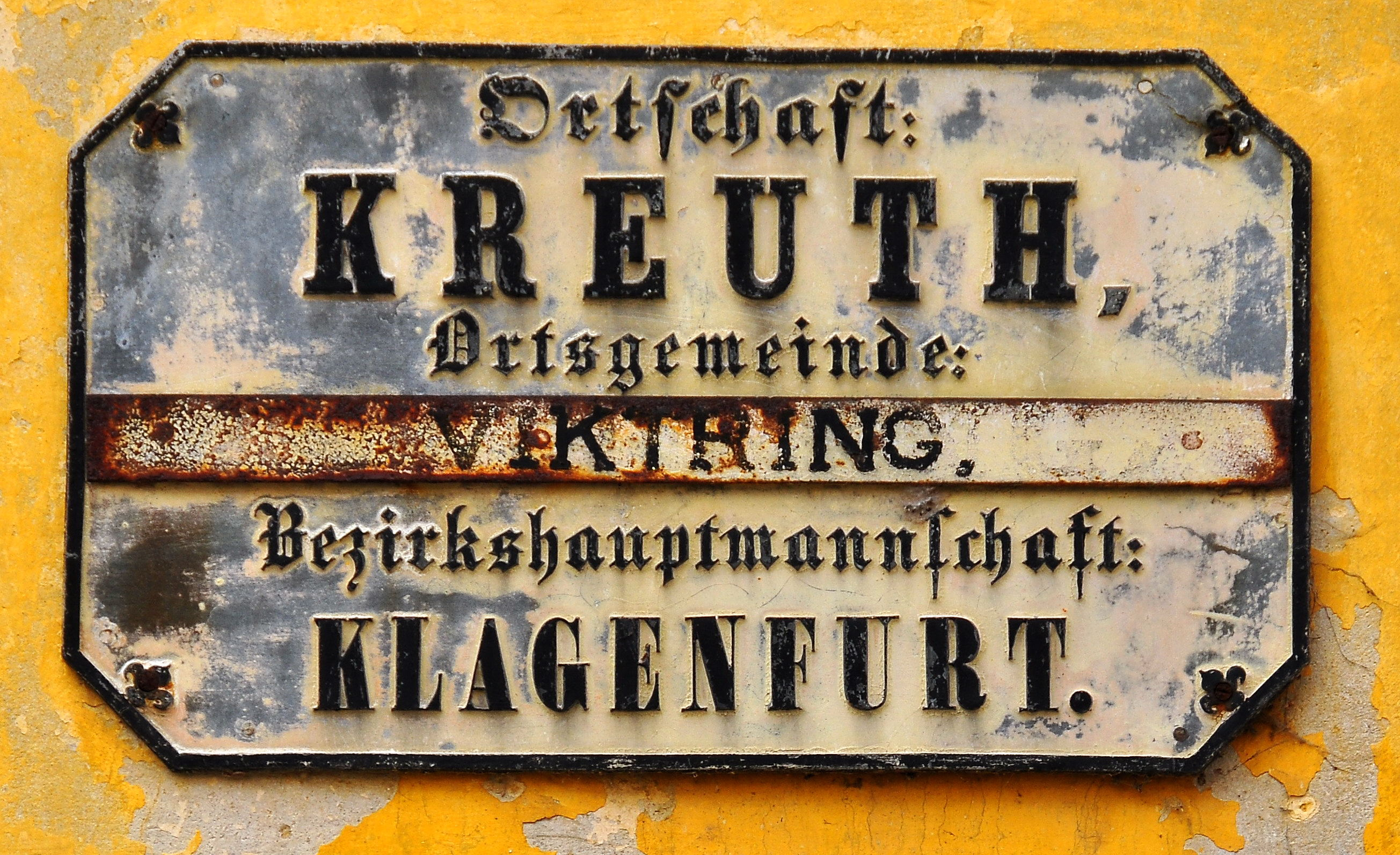
Österreich: Ortstafel in Kreuth, Österreich (Datum unbekannt)
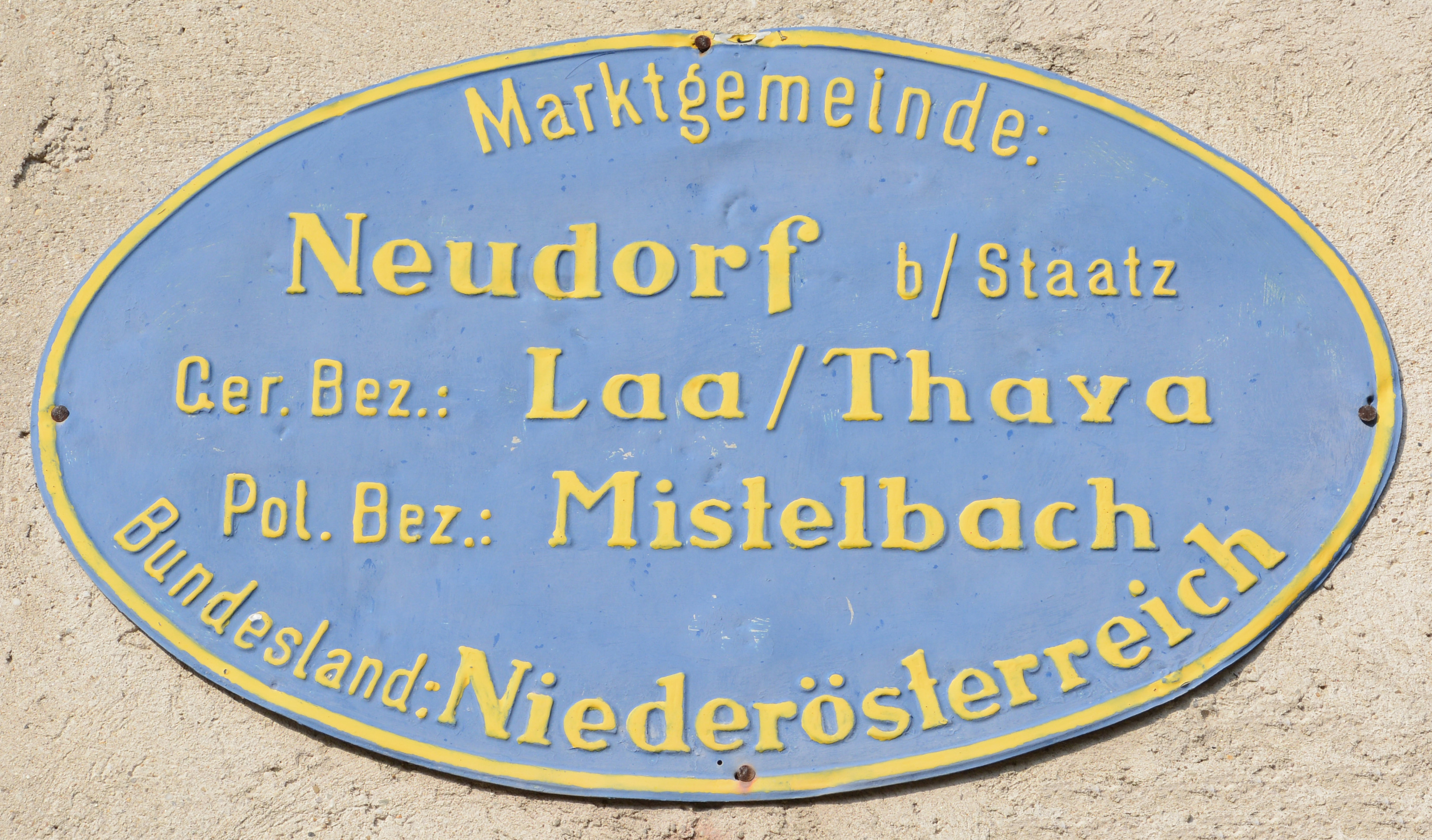
Österreich: Ortstafel in Neudorf bei Staatz, Österreich (Datum unbekannt)

Ein neuer Entwicklungsschritt trat mit dem Aufkommen des Automobils und des Fremdenverkehrs zu Beginn des 20. Jahrhunderts ein. In vielen Ländern Europas bildeten sich Organisationen (wie etwa Fahrrad- und Automobilclubs), die sich für die Interessen der Reisenden einsetzten. Um Ortsfremden die Orientierung zu erleichtern, finanzierten diese das Aufstellen bzw. Anbringen von Ortstafeln. Die Ortstafeln waren in der Regel aus emailliertem Blech gefertigt und zeigten neben dem Ortsnamen auch Entfernungsangaben zu den nächsten Ortschaften, den Namen der Organisation oder Werbung. Von Seiten der Behörden wurden zwar wenige Jahre später erste Verkehrszeichen entwickelt, allerdings handelte es sich dabei nur um Zeichen zur Warnung und Regulierung des Fahrzeugverkehrs. Erst in den 1930er Jahren ging man in vielen Ländern dazu über, Ortstafeln als Verkehrszeichen einzuführen. So wurden sie beispielsweise 1934 im Deutschen Reich in der Straßenverkehrs-Ordnung aufgenommen. In Oberösterreich vollzog man diesen Schritt 1937. Die neu eingeführten Ortstafeln waren werbefrei gestaltet und ließen den Ortsnamen deutlich lesbar in Erscheinung treten. Da die Ortstafeln in vielen Ländern nun auch den Beginn einer innerörtlichen Geschwindigkeitsbegrenzung markieren, wurden sie nicht mehr im Inneren der Ortschaft aufgestellt, sondern an deren Außengrenzen.

Deutsches Reich (1923–1934)
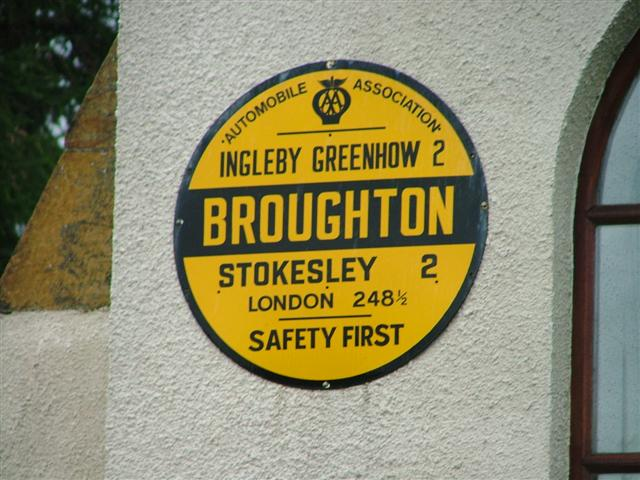
Vereinigtes Königreich (Anfang 20. Jahrhundert)
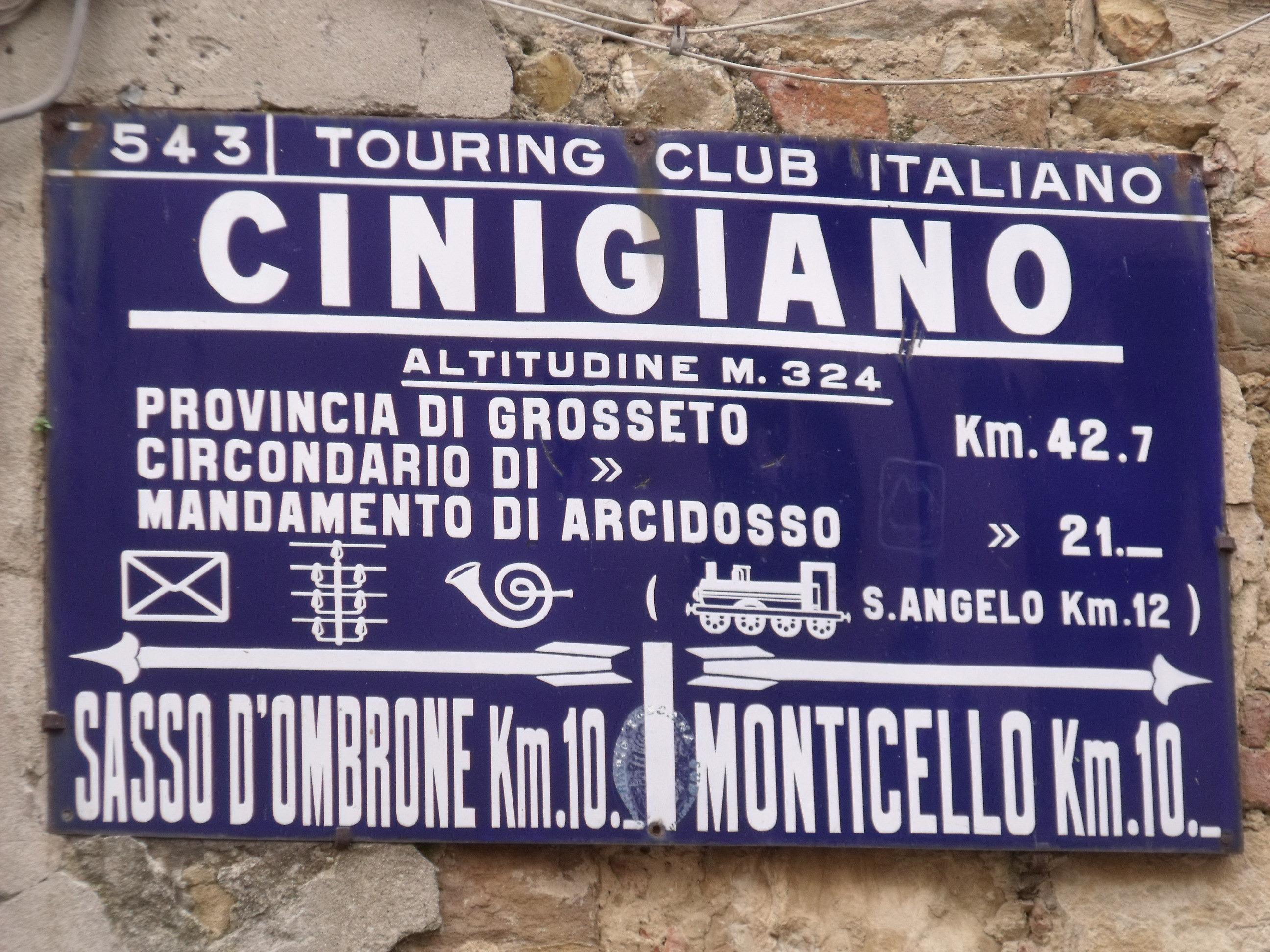
Italien (Anfang 20. Jahrhundert)
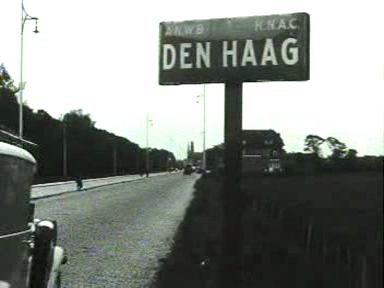
Niederlande (um 1934)
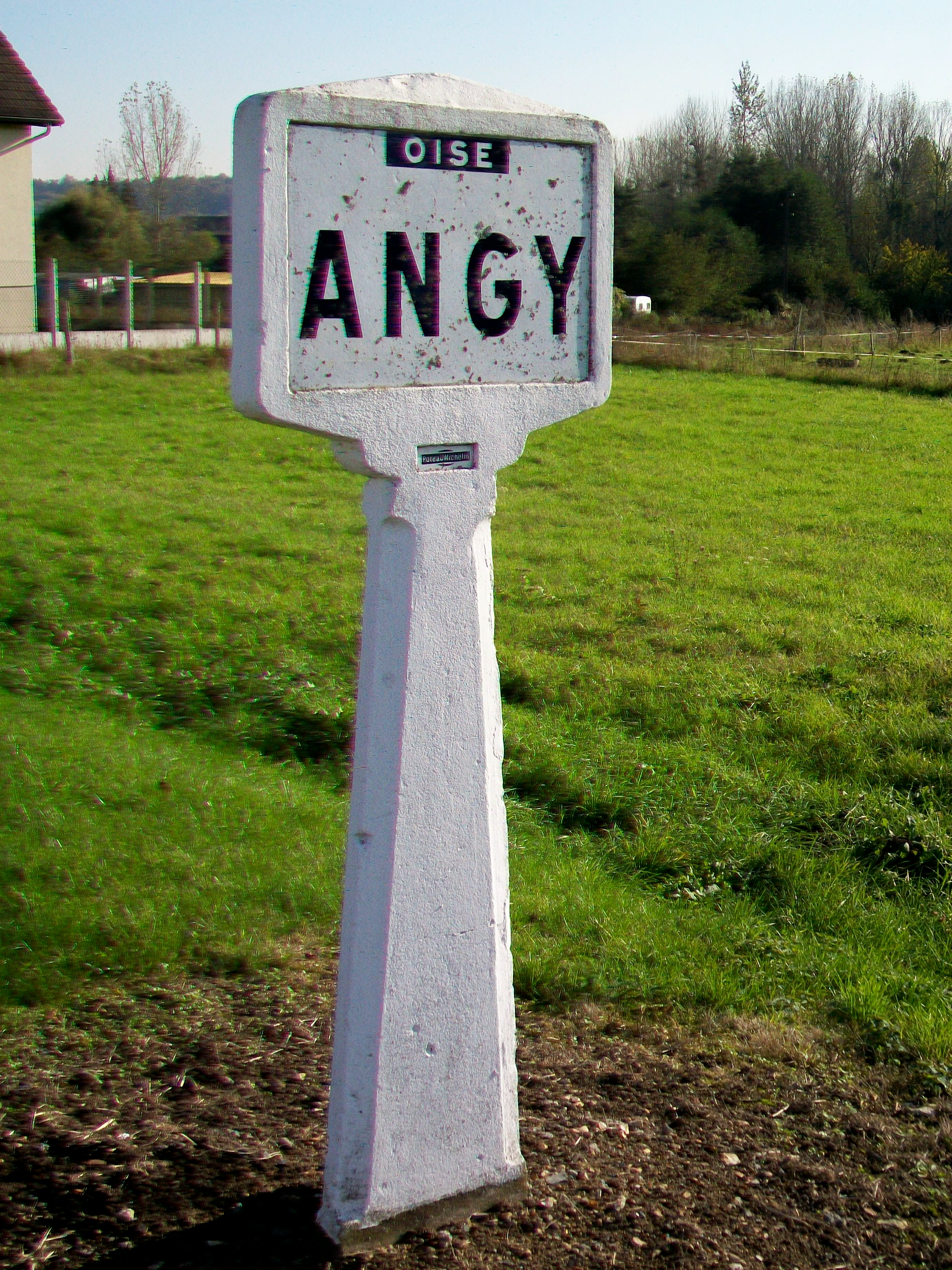
Frankreich (um 1934)

## Gestaltung
Ortstafeln sind weltweit nicht einheitlich gestaltet und weisen hinsichtlich Farbgebung und Schriftbild zum Teil sehr große Unterschiede auf. Wichtigster Bestandteil der Ortstafel ist in jedem Fall der Ortsname. Er wird in den jeweiligen Amtssprachen entweder in Großschreibung oder als Versalschrift auf dem Schild abgebildet. Die Schrift besteht aus Gründen der besseren Lesbarkeit aus serifenlosen Schriftzeichen (beispielsweise TERN). In einigen Ländern und Regionen sind die Ortsnamen auf den Ortstafeln auch mehrsprachig bzw. neben dem einheimischen (z. B. griechischem oder kyrillischem) auch in lateinischem Alphabet angegeben.
Meist wird der Ortsname in dunkler Schriftfarbe auf hellem Grund abgebildet. Der umgekehrte Fall, also helle Schrift auf dunklem Grund, ist in einigen Ländern auch anzutreffen. Sehr häufig wird der Ortsname eingerahmt, wodurch sich das Schild besser von der Umgebung absetzt. Neben dem Ortsnamen befinden sich auf der Ortstafel oft noch Piktogramme, Wappen oder der Name von übergeordneten Verwaltungseinheiten (Gebietskörperschaften). Das Ende des Ortes wird im Regelfall mit Hilfe eines diagonal verlaufenden Balkens angezeigt.
Viele Länder folgen im Rahmen ihrer Mitgliedschaft den Gestaltungsrichtlinien des Wiener Übereinkommens über Straßenverkehrszeichen. Die Gestaltungsrichtlinien geben vor, dass Ortstafeln (Signs indicating the beginning and the end of a built-up area) den Namen, das Stadt-Piktogramm oder beides enthalten müssen. Ortsendetafeln erhalten dann zusätzlich einen roten Balken (oder mehrere parallelgeführte Linien in Rot), der von der oberen rechten Ecke zur unteren linken Ecke verläuft. Die Schrift soll in dunkler Farbe auf weißem oder hell eingefärbtem Hintergrund aufgebracht werden.
Die nachfolgend dargestellten Ortstafeln geben die Gestaltungsvorgaben des Übereinkommens wieder.

Zeichen E, 7a
Zeichen E, 7b
Zeichen E, 7c
Zeichen E, 7d
Zeichen E, 8a
Zeichen E, 8b
Zeichen E, 8c
Zeichen E, 8d

## Landesspezifische Regelungen

### Deutschland
Die Straßenverkehrs-Ordnung in Deutschland unterscheidet zwischen Ortstafeln und Ortshinweistafeln. Beide Schilder zählen zu den Richtzeichen.
Ortstafeln (Zeichen 310 und 311 nach Anlage 3 zu § 42 Abs. 2 StVO) besitzen einen gelben Hintergrund mit schwarzer Schrift. Sie sind ohne Rücksicht auf Gemeindegrenze und Straßenbaulastgrenze dort anzubringen, wo ungeachtet einzelner unbebauter Grundstücke die geschlossene Bebauung auf einer der beiden Seiten der Straße beginnt oder endet.
Ortshinweistafeln (Zeichen 385 nach Anlage 3 zu § 42 Abs. 2 StVO) besitzen einen grünen Hintergrund mit gelber Schrift und gelbem Rand. Sie dienen zur Unterrichtung über Namen von Ortschaften, wenn keine Ortsschilder aufgestellt sind. Soweit Ansiedlungen keine geschlossenen Ortschaften im Sinne der Straßenverkehrs-Ordnung darstellen, dürfen solche Orte nicht mit einer Ortstafel ausgestattet werden. Um dennoch über den Ortsnamen zu informieren, kann eine Ortshinweistafel verwendet werden. Das tritt häufig bei Orten auf, die kleiner als ein Dorf sind.
Die umgangssprachliche Trennung zwischen dem Ortsschild für eine Tafel am Ortseingang und Ortsendeschild für eine Tafel am Ortsausgang ist in der Praxis meist falsch, da die Ortstafeln am Anfang und Ende einer Ortschaft nur aus einer Tafel bestehen, die auf beiden Seiten textlich bearbeitet wurde.

Zeichen 310-50 Ortstafel Vorderseite
Zeichen 311 Ortstafel Rückseite
Zeichen 385 Ortshinweistafel

### Österreich
Die österreichische StVO kennt nur die Bezeichnung Ortstafel in § 53/17a und Ortsende in § 53/17b. Es handelt sich dabei um Hinweiszeichen. Anders als in Deutschland werden dadurch beispielsweise festgesetzte Geschwindigkeitsbeschränkungen über 50 km/h nicht automatisch außer Kraft gesetzt und gelten innerhalb des Ortsgebietes weiter, bis sie aufgehoben werden.

Zeichen 17a Ortstafel
Zeichen 17b Ortsende

### Schweiz und Liechtenstein
Im Gegensatz zu Deutschland oder Österreich gilt in der Schweiz und in Liechtenstein ab dem Ortsschild nicht automatisch eine Geschwindigkeitsbeschränkung. Deshalb ist in der Regel oberhalb oder unterhalb der Ortstafel das Schild „50 km/h generell“ (Zeichen 2.30.1) angebracht. Hinweisgebend sind Ortstafeln insofern, ob man sich auf einer Hauptstrasse (blaue Ortstafeln) oder Nebenstrasse (weiße Ortstafeln) befindet, es erfolgt dort auch die Unterscheidung zwischen «ausserorts» und «innerorts», beispielsweise in der VRV (Verbot des Parkierens auf Hauptstrassen ausserorts) oder in der OBV (höhere Bussen bei Überschreitung der Höchstgeschwindigkeit innerorts). Ortstafeln heißen in der Signalisationsverordnung Ortschaftstafeln, sie signalisieren Ortschaften im umgangssprachlichen, jedoch nicht im postalischen Sinn.

Zeichen 4.27 Ortsbeginn auf Hauptstrassen (Schweiz)
Zeichen 4.27 Ortsbeginn auf Hauptstrassen (Liechtenstein)
Zeichen 4.28 Ortsende auf Hauptstrassen (Schweiz)
Zeichen 4.28 Ortsende auf Hauptstrassen (Liechtenstein)
4.29 Ortsbeginn auf Nebenstrassen (Schweiz)
4.29 Ortsbeginn auf Nebenstrassen (Liechtenstein)
4.30 Ortsende auf Nebenstrassen (Schweiz)
4.30 Ortsende auf Nebenstrassen (Liechtenstein)

## Sonderfälle

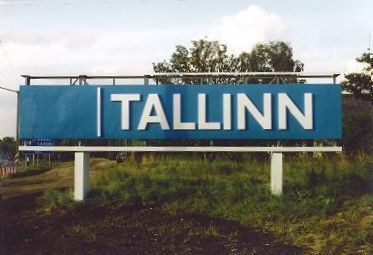
Ortstafel in Tallinn

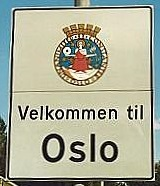
Ortstafel in Oslo

Hauptstädte erhalten in der Regel die gleichen Ortstafeln wie alle anderen Ortschaften eines Landes. Ist die Hauptstadt allerdings Teil einer Metropolregion, gibt es oftmals Ausnahmen bei der Beschilderung. So wird entweder auf Ortstafeln gänzlich verzichtet (wie beispielsweise in London) oder es wird eine Beschilderung gewählt, die nur der Information dient und keine straßenverkehrsrechtliche Bedeutung besitzt (wie etwa in Brüssel).
Eine weitere Ausnahme bildet die französische Hauptstadt Paris. Die Metropolregion Île de France besteht zwar aus mehreren politischen Gemeinden und Départements. Der innerste Kern von Paris, die Gemeinde „Ville de Paris“, besitzt jedoch Ortstafeln, die das gleiche Aussehen haben wie alle anderen Ortstafeln in Frankreich und genau an den Gemeindegrenzen (also mitten im bebauten Stadtgebiet) aufgestellt sind.
Es gibt jedoch auch Hauptstädte, die nicht Teil einer Metropolregion sind und dennoch Ortstafeln besitzen, die sich von der landesüblichen Beschilderung unterscheiden. So wird die Bedeutung der Stadt beispielsweise durch ein größeres Schild (wie etwa in Tallinn) oder durch das Hinzufügen von Willkommensgrüßen und/oder dem Stadtwappen (wie zum Beispiel in Oslo) hervorgehoben.